# Szal (Iran)
Szal (pers. شال) – miasto w Iranie, w ostanie Kazwin. W 2016 roku liczyło 15 290 mieszkańców.